# Johann Strauss den ældre
Johann Strauss d.æ. (født 14. marts 1804, død 25. september 1849) var en østrigsk komponist, dirigent, bratschist og violinist. Han var far til Johann Strauss d.y. og Josef Strauss. Sammen med Joseph Lanner grundlagde han wienermusikken.
Strauss begyndte sin musikerkarriere som bratschist i den lidt ældre Joseph Lanners kvintet, der snart voksede til et rigtigt orkester. Her delte Strauss dirigentopgaverne med Lanner; men i 1825 dannede han sit eget orkester. Han begyndte selv at komponere, og sammen med Lanner gav han wienervalsen dens endelige udformning.
Hans i dag mest kendte værk er Radetzkymarch.[kilde mangler]